# Ji So-yun
Ji So-yun (Seül, 21 de febrer de 1991) és una centrecampista de futbol internacional per Corea del Sud, amb la qual ha jugat el Mundial 2015. Amb les categories inferiors va guanyar una plata al Asiàtic sub-19 2009 i un brontze al Mundial sub-20 2010, i a nivel de clubs ha guanyat 3 Lligues i 3 Copes del Japó amb el Leonessa i 1 Lliga i 1 Copa d'Anglaterra amb el Chelsea. Va ser nomenada millor jugadora asiàtica al 2013.

## Trajectòria
- Hanyang College (2009 - 2010)
- INAC Leonessa (2011 - 2013)
- Chelsea FC (2014 - act.)